# Хамтај Сифандон
Хамтај Сифандон (Лао. ຄຳໄຕ ສີພັນດອນ; 8. фебруар 1924 — 2. април 2025) био је лаошки политичар, који је био премијер Лаоса од 1991. године до 1998. године и председник државе од 1998. године до 2006. године. Такође је био и председник владајуће Народне револуционарне партије Лаоса од 1992. године до 2006. године.

## Биографија
Рођен је 1924. године. Био је војни заповедник у покрету Патет Лао током грађанског рата. Када је Патет Лао освојио власт 1975. године, Сифандон је био постављен за министра одбране, заповедника армије и заменика председника владе.
По проглашењу Лаоса председничком републиком 1991. године, наследио је дугогодишњег вођу Кејсона Фомвихана на месту премијера. Након Кејсонове смрти 1992. године, Сифандон га је наследио на месту председника владајуће Народне револуционарне партије Лаоса, а 1998. је наследио Нуака Фомсавана на месту председника републике.
На функцији председника државе и партије наследио га је на Осмом конгресу НРПЛ 2006. године Чумали Сајасон. Сифандон од тада врши функцију саветника Централног комитета НРПЛ.